# Bolxaia Alekséievka
Bolxaia Alekséievka (en rus: Большая Алексеевка) és un poble de l'óblast de Vorónej, a Rússia, segons el cens del 2010 tenia 234 habitants.